# Triphosa antarctica
Triphosa antarctica är en fjärilsart som beskrevs av Otto Staudinger 1899. Triphosa antarctica ingår i släktet Triphosa och familjen mätare. Inga underarter finns listade i Catalogue of Life.